# Papuasalangane
Die Papuasalangane (Aerodramus papuensis, Syn.: Collocalia papuensis) ist eine wenig erforschte Vogelart aus der Familie der Segler (Apodidae). Sie kommt auf Neuguinea vor.

## Merkmale
Mit 14 cm Körperlänge ist die Papuasalangane eine große Seglerart. Sie hat einen flachen gegabelten Schwanz. Die lebhaft braune, leichtglänzende Oberseite zeigt farblich keinen Kontrast zum Bürzel. Die Kehle ist silbergrau und kontrastiert mit der dunklen Unterseite. Die Tarsen sind dicht befiedert. Die weißen Federäste der Nackenfedern kontrastieren mit dunklen Federspitzen. Der Papuasalangene fehlt die Hallux, d. h. sie hat nur drei Zehen, was einzigartig in der Familie der Segler ist.

## Systematik
Die Papuasalangane wurde 1941 von Austin Loomer Rand als Unterart Collocalia whiteheadi papuensis der Philippinensalangane beschrieben. 1967 erhielt sie von Soekarja Somadikarta Artstatus. Eine Studie aus dem Jahr 2005 ergab, dass die Papuasalangane basal zu den anderen Arten der Gattung Aerodramus und ein Schwestertaxon der Riesensalangane ist. Diese Beziehung würde auf eine Paraphylie der Gattung Aerodramus hinweisen.

## Verbreitung
Exemplare wurden in der Idenburg Range, den Snow Mountains und in Jayapura gesammelt. Unbestätigte Berichte sind aus einem größeren Gebiet im Norden Neuguineas und aus der Umgebung von Port Moresby im Südosten bekannt. Das erste Exemplar in Papua-Neuguinea wurde im April 1993 an den Nordhängen der Hindenburg Range in der Western Province nachgewiesen.

## Lebensraum
Die Art bewohnt Lebensräume von Meereshöhe bis 2400 m. Ein Exemplar an dieser oberen Höhengrenze wurde in einer Höhle in einem Gebiet mit moosbewachsenem Berg- und Dacrycarpus-Wald gefangen. Die Papuasalangane bevorzugt möglicherweise in Teilen des Verbreitungsgebiets Schluchten.

## Lebensweise
Aufgrund der wenigen Nachweise ist die Lebensweise dieser Art noch nicht hinreichend studiert. Sie geht gewöhnlich in höheren Lagen auf Nahrungssuche, ist aber auch in niedrigen Lagen über Feuchtgebieten zu finden. Schwärme von 20 bis 30 Exemplaren sind typisch. Oft bilden sie gemischte Gruppen mit dem Papuasegler (Mearnsia novaeguineae) und der Einfarbsalangane (Aerodramus vanikorensis). In Papua-Neuguinea wurde ein Exemplar um 06:15 Uhr aus einem um 21:00 Uhr des Vorabends kontrollierten Japannetz entnommen, was auf eine dämmerungs- oder möglicherweise begrenzte nächtliche Aktivität schließen lässt.

## Status
Die IUCN stuft die Papuasalangane in die Kategorie „ungenügende Datengrundlage“ (data deficient) ein. Sie ist nur von einer Handvoll gesammelter Exemplare und ein paar unbestätigten Sichtungsberichten bekannt. Sie gilt örtlich als häufig, obwohl das Fehlen von eindeutigen Sichtungen und der Mangel an Exemplaren darauf hindeuten, dass diese Art tatsächlich selten sein könnte. Sie galt früher als häufig im Gebiet der Idenburg Range, wo in den frühen 1940er Jahren Schwärme von 20 bis 30 Individuen aufgezeichnet wurden.